# Pontus Rudberg
Pontus Rudberg, född 25 augusti 1977, är en svensk historiker. Han har forskat om svensk, och särskilt de svenska judarnas, respons på Förintelsen.
Rudberg disputerade 2015 på avhandlingen The Swedish Jews and the Victims of Nazi terror.  Avhandlingen, som fokuserade på judisk flyktinghjälp, publicerades som en monografi, The Swedish Jews and the Holocaust 2017. Tillsammans med Johannes Heuman var han redaktör för volymen Early Holocaust Memory in Sweden: Archives, Memories, and Reflections. Rudberg ledde även den svenska delen av Yerusha, ett initiativ från Rothschild Foundation in Europe för att dokumentera och tillgängliggöra källor till judisk historia.Han har även arbetat som antikvarie vid Stadsmuseet i Stockholm. Rudberg, som är docent, var tidigare anställd som forskare vid Hugo Valentin-centrum vid Uppsala Universitet, där han ledde ett forskningsprojekt om rehabilitering av förintelseöverlevande i Sverige under efterkrigstiden. Han har publicerat ett flertal artiklar och bokkapitel om relaterade ämnen.

## Publikationer
Rudberg, Pontus. The Swedish Jews and the Holocaust. Abingdon & New York: Routledge, 2017.
Heuman, Johannes, and Pontus Rudberg, eds. Early Holocaust Memory in Sweden: Archives, Testimonies and Reflections. The Holocaust and Its Contexts. London & New York: Palgrave Macmillan, 2021.

## Artiklar (i urval)
Rudberg, Pontus. “‘A Record of Infamy’: The Use and Abuse of the Swedish Jewish Response to the Holocaust.” Scandinavial Journal of History 36, no. 5 (2011): 536–54.
Heuman, Johannes, and Pontus Rudberg. “Holocaust Memory in Sweden: A Re-Evaluation.” In Early Holocaust Memory in Sweden: Archives, Testimonies and Reflections, edited by Johannes Heuman and Pontus Rudberg. The Holocaust and Its Contexts. Basingstoke & New York: Palgrave Macmillan, 2021.
Rudberg, Pontus. “An Undeniable Duty: Swedish Jewish Humanitarian Aid to Jews in Nazi- Occupied Europe during World War II.” In More than Parcels: Wartime Aid for Jews in Nazi- Era Camps and Ghettos, edited by Jan Lambertz and Láníček, Jan, 119–46. Detroit: Wayne State University Press, 2022.
Rudberg, Pontus. “‘May God Have Mercy on His Black Soul’: Consul General Olof Lamm’s Private Diplomatic Efforts to Save Jews from Nazi Persecution.” Holocaust and Genocide Studies 37, no. 2 (December 27, 2023): 255–72. https://doi.org/10.1093/hgs/dcad037.
Rudberg, Pontus. “Sweden, the War, and the Holocaust in Post-War Memory.” In Memories of the Second World War in Neutral Europe, 1945–2023, edited by Manuel Bragança and Peter Tame, 169–82. Abingdon & New York: Routledge, 2024.